# Megamelus palaetus
Megamelus palaetus är en insektsart som först beskrevs av Van Duzee 1897.  Megamelus palaetus ingår i släktet Megamelus och familjen sporrstritar. Inga underarter finns listade i Catalogue of Life.